# Liste der Kulturdenkmale in Bösdorf (Holstein)
In der Liste der Kulturdenkmale in Bösdorf sind alle Kulturdenkmale der schleswig-holsteinischen Gemeinde Bösdorf (Kreis Plön) und ihrer Ortsteile aufgelistet (Stand: 14. April 2025).

## Legende
In den Spalten befinden sich folgende Informationen:
- Objekt-ID: die Nummer des Kulturdenkmales
- Lage: die Adresse des Kulturdenkmales und die geographischen Koordinaten. Kartenansicht, um Koordinaten zu setzen. In der Kartenansicht sind Kulturdenkmale ohne Koordinaten mit einem roten Marker dargestellt und können in der Karte gesetzt werden. Kulturdenkmale ohne Bild sind mit einem blauen Marker gekennzeichnet, Kulturdenkmale mit Bild mit einem grünen Marker.
- Offizielle Bezeichnung: Bezeichnung des Kulturdenkmales
- Beschreibung: die Beschreibung des Kulturdenkmales
- Bild: ein Bild des Kulturdenkmales

## Sachgesamtheiten
| Objekt-ID | Lage                                       | Offizielle Bezeichnung | Beschreibung | Bild |
| --------- | ------------------------------------------ | ---------------------- | --- | ---- |
| 38645     | Steinbusch 1 (54° 6′ 42″ N, 10° 28′ 45″ O) | Hofanlage Steinbusch 1 | Steinbusch 1; 19. Jh.; südlich außerhalb des Ortes gelegenes Ensemble aus Wohn- und Wirtschaftsgebäude, Wirtschaftsgebäude, Einfriedung und zwei Hausbäumen - Begründung: geschichtlich, städtebaulich, Kulturlandschaft prägend - Schutzumfang: Wohn- und Wirtschaftsgebäude mit Einfriedung, Hausbäumen; Wirtschaftsgebäude | BW   |

## Bauliche Anlagen
| Objekt-ID      | Lage                                          | Offizielle Bezeichnung       | Beschreibung | Bild                             |
| -------------- | --------------------------------------------- | ---------------------------- | --- | -------------------------------- |
| 5360 Wikidata  | Alte Salzstraße (54° 7′ 32″ N, 10° 28′ 26″ O) | Zwei Straßenbau-Gedenksteine | Die Makadam-Straße bei Pfingstberg war die erste im Herzogtum Holstein gebaute Kunststraße/Chaussee. Die Straße wurde 1825/1826 nach dem Makadam-Verfahren erbaut. Alteintragung (Aktualisierung vorgesehen) - Begründung: geschichtlich - Schutzumfang: gesamtes Objekt - Denkmaltyp: Bauliche Anlage | weitere Fotos \| Fotos hochladen |
| 38638          | Dorfstraße 11 (54° 7′ 45″ N, 10° 30′ 11″ O)   | Wohnhaus                     | Wohnhaus; 1924; traufständiger, zweigeschossiger Putzbau unter Walmdach mit breitem Frontgiebel; wohl unter Wiederverwendung einer älteren Fachwerkkonstruktion; mit Einfriedung - Begründung: geschichtlich, städtebaulich - Schutzumfang: Wohnhaus, Einfriedung - Denkmaltyp: Bauliche Anlage | BW                               |
| 5359 Wikidata  | Hof Waldshagen (54° 7′ 18″ N, 10° 26′ 48″ O)  | Bismarckturm                 | Bei der Bismarcksäule Waldshagen handelt es sich um einen runden Turm von rund 6 m Durchmesser und ursprünglich 26 m Höhe, die aus vorgefertigten, sorgfältig behauenen Elementen aus Naturstein aus grauem Granit und Ziegelsteinen errichtet wurde. Dabei wurde der Naturstein außen verwendet, während im Innern der Säule Ziegelsteine verwendet wurden. Alteintragung (Aktualisierung vorgesehen) - Begründung: Alteintragung (Aktualisierung vorgesehen) - Schutzumfang: Alteintragung (Aktualisierung vorgesehen) - Denkmaltyp: Bauliche Anlage | weitere Fotos \| Fotos hochladen |
| 5362           | Hörn 5 (54° 7′ 41″ N, 10° 30′ 9″ O)           | Fachhallenkate               | Fachhallenkate; 18. Jh.; eingeschossiger Fachwerkbau mit Ziegelausfachung und steilem, reetgedecktem Halbwalmdach - Begründung: geschichtlich, Kulturlandschaft prägend - Schutzumfang: gesamtes Objekt - Denkmaltyp: Bauliche Anlage | BW                               |
| 13701 Wikidata | Kaserne Ruhleben (54° 8′ 46″ N, 10° 27′ 1″ O) | St.-Georg-Kapelle            | ehemalige St.-Georgs-Kapelle; 1950; geosteter ursprünglich anglikanischer Kapellenbau in der Art einer Nissenhütte auf kreuzförmigem Grundriss, Haupteingang am Langhaus mit gemauertem und verputztem Pfeilerportikus und Freitreppe, Querarme mit separaten Eingängen, bodentiefe Welleternitdeckung, regelmäßig angelegte Gauben mit gerundeten Sprossenfenstern - Begründung: geschichtlich, städtebaulich, Kulturlandschaft prägend - Schutzumfang: gesamtes Objekt - Denkmaltyp: Bauliche Anlage, Sachgesamtheit: Marineunteroffizierschule      | Fotos hochladen                  |
| 5363           | Schulstraße 10 (54° 7′ 43″ N, 10° 29′ 57″ O)  | Fachhallenkate               | Fachhallenkate; 1765; eingeschossiger Fachwerkbau mit Ziegelausfachung und steilem, reetgedecktem Walmdach - Begründung: geschichtlich, städtebaulich, Kulturlandschaft prägend - Schutzumfang: gesamtes Objekt - Denkmaltyp: Bauliche Anlage | BW                               |

## Gründenkmale
| Objekt-ID | Lage                                    | Offizielle Bezeichnung | Beschreibung | Bild            |
| --------- | --------------------------------------- | ---------------------- | --- | --------------- |
| 38634     | Dorfstraße (54° 7′ 46″ N, 10° 30′ 3″ O) | Eiche                  | Eiche; 1871; Eiche mit ausladender Krone, davor Findling mit erläuternder Tafel - Begründung: geschichtlich, städtebaulich - Schutzumfang: Eiche, Gedenkstein - Denkmaltyp: Gründenkmal | Fotos hochladen |

## Quelle
- Liste der Kulturdenkmale in Schleswig-Holstein – Kreis Plön (PDF)

- Karte mit allen Koordinaten:
- OSM |
- WikiMap